# 老爸出任務
是一部於2017年上映的美國戰爭喜劇劇情片。電影由理查德·林克莱特執導，并由林克雷特和達瑞爾·波尼奇編劇，並改編自後者2005年同名小說。電影由史提夫·加維、布莱恩·科兰斯顿和勞倫斯·費許朋主演，三人飾演越戰的退伍軍人，因爲其中一位的兒子死於伊拉克戰爭而重聚。
波尼奇的小說《最後的旗幟》是他1970年小說《最後的細節》的續集，並講述同角色早期生活。因爲這個原因，《老爸出任務》被稱爲前本小說1973年電影改編版的非正式續集。
主體拍攝於2016年11月在匹茲堡開始。電影於2017年9月28日在紐約影展舉辦全球首映，並於2017年11月3日由亞馬遜工作室和狮门影视公司在美國上映。

## 劇情
2003年，賴瑞·「篤」·謝菲爾德探訪了曾在越南服役的前海軍沙爾·尼龍的酒吧，並與沙爾一同前往理察所服務的教堂，三人相聚在理察家中。
三人團聚後，賴瑞說明此次造訪的目的：賴瑞的兒子年前參戰，日前賴瑞接獲通知，兒子戰死伊拉克，將安葬於阿靈頓國家公墓，因不知該如何面對如此噩耗，尋求兩位老戰友陪同。

## 演員
演員名單來自IMDb。
- 史提夫·加維 飾賴瑞·「篤」·謝菲爾德（Larry "Doc" Shepherd）
- 布莱恩·科兰斯顿 飾沙爾·尼龍（Sal Nealon）
- 勞倫斯·費許朋 飾理查德·米勒（Richard Mueller）
- J·昆頓·約翰遜（J. Quinton Johnson） 飾查理·華盛頓（Charlie Washington）
- 理察·羅比查烏克斯（Richard Robichaux） 飾恩諾萊克（Anorak）
- 李·哈靈頓（Lee Harrington） 飾潔美（Jamie）
- 西西莉·泰森 飾海托華女士（Mrs. Hightower）
- 凱特·伊斯頓（Kate Easton） 飾雅姬（Jackie）
- 迪安娜·里德-福斯特（Deanna Reed-Foster） 飾露絲·米勒（Ruth Mueller）
- 尤·瓦茲奎茲（英语：Yul Vazquez） 飾威利茨上校（Colonel Wilits）
- 格雷厄姆·沃爾夫（Graham Wolfe） 飾約翰·雷德曼（John Redman）
- 小泰德·沃茨（Ted Watts Jr.） 飾利蘭（Leland）

## 製作

### 籌拍
2016年8月，它被宣佈理查德·林克莱特將會執導他與達瑞爾·波尼奇共同創作改編自波尼奇小說的劇本，而亞馬遜工作室將會製作和分銷電影。

### 選角
布莱恩·科兰斯顿、史提夫·加維和勞倫斯·費許朋是首批參演電影的演員。2016年10月，J·昆頓·約翰遜參演電影。理察·羅比查烏克斯的加入于11月被公佈。

### 拍攝
主體拍攝於2016年11月在匹茲堡開始。

## 發行
電影於2017年9月28日在紐約影展舉辦全球首映。它原本計劃於2017年11月17日上映，但是當狮门影视公司宣佈與亞馬遜工作室共同分銷時而移至2017年11月3日。

### 專業評價
爛番茄收集的194篇專業影評文章中，「新鮮度」為78%，平均得分7.1分（滿分10分）。網站的共識評價爲「《老爸出任務》在一部完美的選角電影中平衡了原創的戲劇和耳目一新的幽默時刻，並與愛國主義、家庭和悲傷的問題作搏鬥」。Metacritic基於45篇評論文章，平均分爲65（滿分100），代表「普遍好評」。
《滾石》的彼得·崔維斯給予電影三顆星（滿分四顆），讚賞選角但批評劇本的一些創作，並說道：「林克雷特不能保護他們免受所有劇本的困境，包括溫情、詭計和使人惱火的混合信息結局。然而花時間與卡爾、克蘭斯頓和費許朋相處？這真的是一種樂趣。」

## 外部連結
- 官方网站
- 互联网电影数据库（IMDb）上《老爸出任務》的资料（英文）
- AllMovie上《老爸出任務》的资料（英文）
- Box Office Mojo上《老爸出任務》的資料（英文）
- Metacritic上《老爸出任務》的資料（英文）
- 爛番茄上《老爸出任務》的資料（英文）